# Seznam minerálů, K–M
Není možné zde prezentovat úplný seznam minerálů, protože Komise pro nové minerály a názvy minerálů (CNMMN) při Mezinárodní mineralogické asociaci (IMA), která nové minerály a změny v názvosloví schvaluje, každý rok přidává nové. U názvů minerálů jsou doplněny značky pro status názvu (platný – neplatný nerost)
Úplný přehled minerálů z května 2008

## Vysvětlivky
(označení u názvu minerálu):
- A – schválený (approved)
- D – zrušený (discredited)
- G – uznané nerosty popsané před založením komise (grandfathered)
- H – hypotetický (hypothetical)
- I – přechodný člen (intermediate member)
- N – neschvalovaný komisí pro nové minerály a názvy minerálů
- Q – sporný (questionable)
- Rd – redefinovaný se schválením komise (redefined)
- Rn – přejmenovaný se schválením komise (renamed)

Z důvodu rozsáhlosti je seznam rozdělen: A–B – C–F – G–J – K–M – N–R – S–U – V–Ž

## Ka
1. A Kaatialait – FeAs3O9.6-8H2O
2. A Kadmium – Cd
3. A Kadmoselit – CdSe
4. A Kadyrelit – Hg4(Br,Cl)2O
5. A Kaersutit – NaCa2Mg4Ti(Si6Al2)(O+OH)24
6. A Kahlerit – Fe(UO2)2(AsO4)2.12H2O
7. G Kainit – MgSO4.KCl.3H2O
8. A Kainosit-(Y) – Ca2(YCe)2Si4O12(CO3).H2O
9. A Kakoxen – Fe3+9(PO4)4(OH)15.75H2O
10. A Kalciborit – CaB2O4
11. G Kalcioankylit-(Ce) – (CaSr)Ce3(CO3)4(OH)3.H2O
12. A Kalciobetafit – (CaNa)2(NiTb)2O6(O,F)
13. A Kalciocopiapit – CaFe3+4(SO4)6(OH)2.19H2O
14. A Kalcioferit – Ca4Fe2+(Fe3+Al)4(PO4)6(OH)4.12H2O
15. A Kalciogadolinit – (CaLaNdY)2Fe2+Be2Si2O10
16. A Kalciohilairit – CaZrSi3O9.3H2O
17. A Kalciokatapleiit – CaZrSi3O9.2H2O
18. A Kalciopetersit – CaCu6(PO4)2(PO3OH)(OH)6.3H2O
19. A Kalciotantit – CaTa4O11
20. A Kalciouranoit – (CaBa)U2O7.nH2O
21. G Kalcit – CaCO3
22. A Kaliborit – KHMg2B12O16(OH)10.4H2O
23. A Kaliborsit – K6Al4Si4BO20(OH)4Cl
24. G Kalicinit – KHCO3
25. A Kalininit – ZnCr2S4
26. G Kalinit – KAl(SO4)2.11H2O
27. A Kaliofilit – KAlSiO4
28. A Kalipyrochlor -(KSr)2-xNb2O6(O,OH).nH2O
29. A Kalistrontit – K2Sr(SO4)2
30. A Kalkjarlit -Na(CaSr)3Al3(F,OH)16
31. A Kalkurmolit – Ca(UO2)3(MoO4)3.(OH)2).11H2O
32. G Kalomel – HgCl
33. A Kalsilit – KAlSiO4
34. A Kamacit – (FeNi)
35. A Kamaišilit -Ca2Al2SiO6
36. A Kambaldait – Na2Ni8(CO3)6(OH)6.6H2O
37. A Kamčatkit – KCu3(SO4)2OCl
38. G Kamenec draselný – KAl(SO4)2.12H2O
39. G Kamenec sodný – NaAl(SO4)2.12H2O
40. N Kamenná sůl – české synonymum pro halit
41. A Kaminit – MgSO4.xMg(OH)2.(1-2x)H2O
42. A Kamiokit – Fe2Mo3O8
43. A Kamitugait – PbAl(UO2)5[(P,As)O4]2(OH)9.9,5H2O
44. A Kämmererit – (MgCr)6Si3AlO10(OH)8
45. A Kamotoit-(Y) – 4UO3.(YNdGdSmDy)2O3.3CO2.14,5H2O
46. A Kanemit – NaSi2O5.3H2O
47. A Kankrinit – (NaCa)7-8Al6Si6O24(CO3)2
48. A Kanoit – MnMg(Si2O6
49. A Kanonait – (Mn3+Al)Al(SiO4)O
50. A Kaňkit – Fe3+AsO4.3,5H2O
51. A Kaolinit – Al2Si2O5
52. A Karboborit – Ca2Mg(CO3)2B2(OH)8.4H2O
53. A Karbocernait – (CaNaLaCe)CO3
54. G Karbonát-fluorapatit – Ca5(PO4,Co3)3F
55. G Karbonát-hydroxylapatit – Ca5(PO4,Co3)3(OH)
56. A Karbonát-kyanotrichit – Cu4Al2(CO3,SO4)(OH)12.2H2O
57. A Karčevskiit – [Mg18Al9(OH)54][Sr2(CO3PO4)9(H2O,H3O)11]
58. A Karelianit – V2O3
59. A Karfolit – MnAl2Si2O6(OH)4
60. A Karibibit – Fe3+2As3+4(O,OH)9
61. A Karlit – Mg7(BO3)3(OH)4Cl0,4
62. A Karminit – PbFe3+2(AsO4)2(OH)2
63. A Karnasaurtit-(Ce) – (CeLaTh)(TiNb)(AlFe)(Si,P)2O7(OH)4.3H2O
64. A Karpatit – C24H12
65. A Karyinit – Na(CaPb)(CaMn)(MnMg)2(AsO4)3
66. A Karyopilit – (MnMgFfe3+Al)3(SiAl)2O5(OH)4
67. G Kasiterit – SnO2
68. A Kasolit – Pb(UO2)SiO4.H2O
69. A Kassit – CaTi2O4(OH)2
70. A Kašinit – (IrRh)2S3
71. A Katajamalit – KCa7Li3Ti2(Si6O18)(OH,F)2
72. A Katapleiit – Na2Zr(Si3O9).2H2O
73. A Katoforit – Na2CaFfe2+4(AlFe3+)(Si7Al)O22(OH)2
74. A Katoit – Ca3Al2(SiO4)(OH)8
75. A Katoptrit – (Mn2+5Sb5+2)(Mn2+8Al4Si2)O28
76. A Kawazulit – Bi2Te2Se
77. A Kazakovit – Na6TiSi6O16(OH)2

## Ke–Kn
1. A Keatit – SiO2
2. A Keckit – (CaMg)(MnZn)2Fe3+3(PO4)4(OH)3.2H2O
3. A Kegelit – Pb12(ZnFe)2Al4(SO4)4Si11O38
4. G Kehoeit – (ZnCa)Al2(PO4)2(OH)2.5H2O
5. A Keithconnit – Pb2,75Te
6. A Kejvyit-(Y) – (YYb)2(Si2O7)
7. A Kejvyit-(Yb) – Yb2(Si2O7)
8. A Keldyšit – Na2Zr(Si2O7)
9. A Keljanit – Hg36Sb3(ClBr)9O28
10. A Kellyit – (MnAl)3(SiAl)2O5(OH)4
11. A Kemmlitzit – (SrCe)Al3(AsO4)(SO4)(OH)6
12. G Kempit – Mn23+Cl(OH)3
13. A Kennedyit – MgFe3+2Ti3O10
14. A Kentrolit – Pb2Mn3+2(Si2O7)O2
15. A Kenyait – Na2Si22O41(OH)8.6H2O
16. A Kermezit – Sb2S2O
17. A Kernit – Na2B4O6(OH)2.3H2O
18. A Kerolit – Mg3Si4O10(OH)2.nH2O
19. A Kesterit – Cu2(ZnFe)SnS4
20. G Kettnerit – CaBi(CO3)OF
21. A Keyit – (CuZnCd)3(AsO4)2
22. A Khademit – Al(SO4)F.5H2O
23. A Khinit – PbCu3(Te6+O4)(OH)6
24. A Kiddcreekit – Cu6SnWS8
25. A Kidwellit – NaFe3+9(PO4)6(OH)10.5H2O
26. G Kieserit – MgSO4.H2O
27. A Kilchoanit – Ca3Si2O7
28. A Killalait – Ca3Si2O7.0,5H2O
29. A Kimrobinsonit – (TaNb)(OH)5-2x(O,CO3)x
30. A Kimurait-(Y) – CaY2(CO3)4.6H2O
31. A Kimzeyit – Ca3(ZrTi)2(SiAl)3O12
32. A Kingit – Al3(PO4)2(OH,F)3.9H2O
33. A Kingsmountit -Ca4(Fe2+Mn)Al4(PO4)6(OH)4.12H2O
34. A Kiničilit – (Fe2+MgZn)2(Te4+O3)3(NaxH)2-x.3H2O
35. A Kinoit – Ca2Cu2Si3O8(OH)4
36. A Kinošitalit – (BaK)(MgMnAl)3Si2Al2O10(OH)2
37. A Kipushit – (CuZn)5Zn(PO4)2(OH)6.H2O
38. A Kirchheimerit – Co(UO2)2(AsO4)2.8H2O
39. A Kirkiit – Pb10Bi3As3S19
40. A Kirschsteinit – - CaFe2+SiO4
41. A Kitkait – NiTeSe
42. A Kittatinnyit – Ca4Mn3+4Mn2+2Si4O16(OH)8.18H2O
43. A Kivuit – (ThCaPb)H2(UO2)4(PO4)2(OH)8.7H2O
44. G Kladnoit – C6H4(CO)2NH
45. A Klebelsbergit – Sb3+4O4(SO4)(OH)2
46. A Kleemanit – ZnAl2(PO4)2(OH)2.3H2O
47. A Kleinit – Hg2N(Cl,SO4).nH2O
48. A Klinoatacamit – Cu2(OH)3Cl
49. A Klinobisvanit – BiVO4
50. G Klinoedrit – CaZnSiO3(OH)2.H2O
51. A Klinoenstatit – Mg2(Si2O6)
52. G Klinoferosilit – Fe2(Si2O6)
53. A Klinofosinait – Na3CaPSiO7
54. A Klinoholmquistit – Li2(MgFeMn)3(AlFe3+)2Si8O22(OH,F,Cl)2
55. A Klinohumit – Mg9(SiO4)4(OH,F)2
56. A Klinochalkomenit – CuSeO3.2H2O
57. A Klinochlor – (MgFe2+Al)6(SiAl)4O10(OH)8
58. A Klinojimthompsonit – (MgFe)5Si6O16(OH)2
59. A Klinoklas – Cu3(AsO4)(OH)3
60. A Klinokurčatovit – Ca(MgFe3+Mn)B2O5
61. A Klinoptilolit – (NaK)6(Al6Si30O72).20H2O
62. A Klinosafflorit – (CoFeNi)As2
63. A Klinotirolit – Cu9Ca2[(As,S)O4]4(O,OH)10.10H2O
64. G Klinoungemachit – K3Na9Fe3+(SO4)6(OH)3.9H2O
65. A Klinozoisit – Ca2Al3[(SiO4)(Si2O7)O(OH)]
66. A Klockmannit – CuSe
67. A Klučevskit – K3Cu3Fe3+(SO4)O2
68. A Knorringit – Mg3Cr2(SiO4)3

## Ko–Ky
1. A Koašvit – Na6(CaMn)(TiFe)Si6O18.H2O
2. A Kobaltaustinit – CaCo(AsO4)(OH)
3. A Kobaltin – CoAsS
4. A Kobaltokoritnigit – (CoZn)(AsO3OH).H2O
5. A Kobaltomenit – CoSeO3.2H2O
6. A Kobalatopentlandit – Co9S8
7. A Kobaltozippeit – Co2(UO2)6(SO4)3(OH)10.16H2O
8. G Kobeit-(Y) – (YUFe3+)(TiNbTa)2(O,OH)6
9. A Kobellit – Pb22Cu4(BiSb)30S69
10. G Kočubejit – (MgAl)6(Si3Cr)O10(OH)8
11. G Koechlinit – Bi2MoO6
12. A Koenenit – Na4Mg9Al4Cl12(OH)22
13. A Kogarkoit – Na3(SO4)F
14. G Koktait – (NH4)2Ca(SO4)2.H2O
15. A Kolarit – PbTeCl2
16. A Kolbeckit – Sc(PO4).2H2O
17. A Kolfanit – Ca2Fe3+2O2(AsO4)3.2H2O
18. A Kolicit – Mn7Zn4(AsO4)2(SiO4)2(OH)8
19. A Kolovratit –
20. A Kolwézit – (CuCo)2(CO3)(OH)2
21. A Kolymit – Cu7Hg6
22. A Komarovit – (NaCa)2Nb2Si2O10(OH,F)2
23. A Kombatit – Pb14(VO4)2O9Cl4
24. A Kondörit – Cu3Pb(ThPtIr)8S16
25. A Konichalcit – CaCu(AsO4(OH)
26. A Koninckit – Fe3+(PO4).3H2O
27. A Konyait – Na2Mg(SO4)2.5H2O
28. A Kordylit-(Ce) – Ba(CeLaNd)2(CO3)2F2
29. A Koritnigit – Zn(AsO3OH).H2O
30. A Kornelit – Fe2(SO4)3.7,5H2O
31. A Kornerupin – Mg4Al6[(BO4)(SiO4)4(O,OH)2]
32. A Koršunovskit – Mg3Cl(OH)3.3,5-4H2O
33. G Korund – Al2O3
34. A Korvusit – V4+2V5+12O34.nH2O
35. A Koržinskit – CaB2O4.H2O
36. A Kosmochlor – NaCr(Si2O6)
37. A Kostovit – CuAuTe4
38. A Kostylevit – K4Zr2Si6O18.2H2O
39. G Kotoit – Mg3B2O6
40. A Köttigit – Zn3(AsO4)2.8H2O
41. A Kotulskit – Pd(TeBi)
42. A Koutekit – Cu5-xAs2
43. A Kovdorskit – Mg5(PO4)2(CO3)(OH)2.4,5H2O
44. A Kozulit – NaNa2Mn4Fe3+Si8O22(OH)2
45. A Kraisslit – Mn6Zn(AsO4)(SiO4)2(OH)3
46. A Kratochvílit – C13H10
47. A Krausit – KFe3+(SO4)2.H2O
48. A Krauskopfit – BaSi2O4(OH)2.2H2O
49. A Krautit – Mn(AsO3OH).H2O
50. A Kremersit – (NH4,K)2Fe3+Cl5.H2O
51. G Krennerit – AuTe2
52. A Kribergit – Al5(PO4)3(SO4)(OH)4.2H2O
53. A Krinovit – NaMg2CrSi3O10
54. A Križanovskit – Fe3+3(PO4)2(OH)3
55. A Kröhnkit – Na2Cu(SO4)2.2H2O
56. G Krokoit – PbCrO4
57. A Krupkait – PbCuBi3S6
58. A Krutovit – NiAs2
59. A Kruťait – CuSe2
60. A Kryolit – Na3AlF6
61. A Kryolithionit – Na3Li3Al2F12
62. G Kryptohalit – (NH4)2SiF6
63. A Kryptomelan – K<2(Mn4+Mn2+)8O16
64. G Křemen – SiO2
65. A Ktenasit – (CuZn)5(SO4)2(OH)6.6H2O
66. A Kudrjavit – (Cd,Pb)Bi2S4
67. A Kulanit – Ba(FeMnMg)2(AlFe)2(PO4)3(OH)3
68. A Kuliokit-(Y) – Y4Al(SiO4)2(OH)2F5
69. A Kulkeit – silikát složeny z chloritu a mastku
70. A Kullerudit – NiSe2
71. A Kupalit – (CuZn)Al
72. A Kupletskit – (KNa)3(MnFe2+)7Ti2Si8O24(O,OH)7
73. G Kuprit – Cu2O
74. G Kuprobismutit – Cu10Bi12S23
75. G Kuprocopiapit – CuFe3+4(SO4)6(OH)2.20H2O
76. A Kuproiridsit – CuIr2S4
77. A Kupropavonit – AgPbCu2Bi5S10
78. A Kuprorhodsit – CuRh2S4
79. A Kuprorivait – CaCuSi4O10
80. A Kuprosklodowskit – Cu(UO2)2(SiO3OH)2.6H2O
81. A Kuprospinel – CuFe3+2O4
82. A Kuprostibit – Cu2(SbTl)
83. A Kuprotungstit – Cu2(WO4)(OH)2
84. A Kuramit – Cu3SnS4
85. A Kuranachit – PbMn4+Te6+O6
86. A Kurčatovit – Ca(MgMn)B2O5
87. A Kurnakovit – Mg[B3O3(OH)5].5H2O
88. A Kutinait – Cu2AgAs
89. A Kutnohorit – CaMn(CO3)2
90. A Kuzminit – Hg2(Br,Cl)2
91. A Kuznecovit – Hg6As2Cl2O9
92. A Kvanefjeldit – Na4(CaMn)(Si3O7OH)2
93. A Kyanit – Al2(SiO4)O
94. A Kyanofylit – Cu10Al4Sb3+6O25.25H2O
95. G Kyanochroit – K2Cu(SO4)2.6H2O
96. A Kyanotrichit – Cu4Al2(SO4)(OH)12.2H2O
97. A Kyzylkumit – V2Ti3O9

## La–Le
1. A Labradorit – plagioklas složení An50Ab50 až An70Ab30
2. G Labuncovit – (KBaNa)(TiNb)(SiAl)2(O,OH)7.H2O
3. A Lacroixit – NaAl(PO4)F
4. A Laffittit – AgHgAsS3
5. A Laihunit – Fe2+Fe3+2(SiO4)2
6. A Laitakarit – Bi4(SeS)3
7. A Lammerit – Cu3(AsO4)2
8. A Lamprofylit – Na2(SrBa)2Ti3(Si2O7)O2(O,OH,F)2
9. A Lamarkit – Pb2(SO4)O
10. A Landauit – NaMnZn2(TiFe3+)6Ti12O38
11. A Landesit – (MnMg)9Fe3+3(PO4)8(OH)3
12. A Långbanit – Mn2+4Mn3+9SbSi2O24
13. A Langbeinit – K2Mg2(SO4)3
14. A Langisit – (CoNi)As
15. A Langit – Cu4(SO4)(OH)6.2H2O
16. A Lannonit – HCa4Mg2Al4(SO4)F9.32H2O
17. A Lansfordit – MgCO3.5H2O
18. A Lanthanit-(Ce) – (CeLaNd)2(CO3)3.8H2O
19. A Lanthanit-(La) – (LaNd)2(CO3)3.8H2O
20. A Lanthanit-(Nd) – (NdLa)2(CO3)3.8H2O
21. A Laphamit – As2(Se,S)3
22. A Lapieit – CuNiSbS3
23. A Laplandit-(Ce) – Na4CeTiPSi7O22.5H2O
24. A Larderellit – (NH4)B5O6(OH)4
25. A Larisait – Na(H3O)(UO2)3{SeO3}2O2.4H2O
26. G Larnit – β-Ca2(SiO4)
27. A Larosit – (CuAg)21(PbSi)2S13
28. G Larsenit – PbZnSiO4
29. G Latiumit – (CaK)8(AlMgFe)(SiAl)10O25(SO4)
30. A Latrappit – (CaNa)(NbTiFe)O3
31. A Laubmannit – Fe2+3Fe3+6(PO4)4(OH)12
32. G Laueit – Mn2+Fe3+2(PO4)2(OH)2.8H2O
33. A Laumontit – Ca2(Al4Si8O24).8H2O
34. A Launayit – Pb22Sb26S61
35. A Laurionit – PbCl(OH)
36. A Laurit – RuS2
37. A Lausenit – Fe3+2(SO4)3.6H2O
38. G Lautarit – Ca(IO3)2
39. A Lautit – CuAsS
40. G Lavendulan – NaCaCu5(AsO4)4Cl.5H2O
41. A Låvenit – (NaCa)3ZrSi2O7(O,OH,F)2
42. A Lavrentjevit – Hg3S2(Cl,Br)2
43. G Lawrencit – (Fe2+Ni)Cl2
44. A Lawsonbauerit – (MnMg)9Zn4(OH)22(SO4)2.8H2O
45. A Lawsonit – CaAl2(Si2O7)(OH)2.H2O
46. A Lazarenkoit – (CaFe2+)Fe3+As3+3O7.3H2O
47. G Lazulit – MgAl2(PO4)2(OH)2
48. A Lazurit – Na8[S(AlSiO4)6]
49. A Leadhillit – Pb4(SO4)(CO3)(OH)2
50. A Lecontit – NH4Na(SO4).2H2O
51. G Led – H2O
52. A Legrandit – Zn2(AsO4)(OH).H2O
53. A Lehnerit – Mn(UO2)2(PO4) 2.8H2O
54. A Lechatelierit – SiO2
55. A Leifit – Na2(SiAlBe)7(O,OH,F)14
56. G Leightonit – K2Ca2Cu(SO4)4.2H2O
57. A Leiteit – ZnAs2O4
58. A Lemoynit – (NaCa)3Zr2Si8O22.8H2O
59. G Lengenbachit – Pb6(AgCu)2As4S13
60. A Lennilenapeit – K6-7(MgMnFeZn)48(SiAl)72(O,OH)216.16H2O
61. A Lenoblit – V2O4.2H2O
62. A Leonit – K2Mg(SO4)2.4H2O
63. A Lepersonnit-(Gd) – CaO.(Gd,Dy)2O3.24UO3.8CO2.4SiO2.60H2O
64. A Lepidokrokit – Fe3+O(OH)
65. A Lepidolit – K(LiAl)3(SiAl)4O10(OH,F)2
66. A Lermontovit – U4+(PO4)(OH).H2O
67. A Letovicit – (NH4)3H(SO4)2
68. A Leucit – KAlSi2O6
69. A Leukofán – CaNaBe(Si2O6)F
70. A Leukofenicit – Mn7(SiO4)3(OH)2
71. A Leukofosfit – KFe3+2(PO4)2(OH).2H2O
72. A Leukosfénit – BaNa4Ti2B2Si10O30
73. A Levyn – (CaNa2K2)3(Al6Si12O36).18H2O
74. G Lewisit – (CaFeNa)2(SbTi)2O7

## Li–Ly
1. A Liandratit – U6+(NbTa)2O8
2. A Liberit – Li2Be(SiO4)
3. G Libethenit – Cu2(PO4)(OH)
4. A Liddicoatit – Ca(LiAl)3Al6(BO3)Si6O18(O,OH,F)4
5. A Liebenbergit – (NiMg)2SiO4
6. A Liebigit – Ca2(UO2(CO3)3.11H2O
7. A Likasit – Cu3(NO3(OH)5.2H2O
8. A Lillianit – Pb3Bi2S6
9. G Limonit – směs hydroxidů Fe3+
10. A Linarit – PbCu(SO4)(OH)2
11. G Lindackerit – H2Cu5(AsO4)4.8-9H2O
12. A Lindgrenit – Cu3(MoO4)2(OH)2
13. A Lindsleyit – (BaSr)(TiCrFeMgZr)21O38
14. A Lindströmit – Pb3Cu3Bi7S15
15. A Linnéit – Co2+Co3+2S4
16. A Liottit – (CaNaK)8(SiAl)12O24[(SO4)-(CO3)Cl,OH].H2O
17. A Lipsombit – (Fe2+Mn)Fe3+2(PO4)2(OH)2
18. G Lirokonit – Cu2Al(AsO4)(OH)4.4H2O
19. A Lisetit – CaNa2Al4Si4O16
20. G Liskeardit – (AlFe3+)3(AsO4)(OH)6.5H2O
21. G Litargit – PbO
22. A Lithiofilit – LiMnPO4
23. A Lithioforit – (AlLi)Mn4+O2(OH)2
24. G Lithiofosfat – Li3PO4
25. A Lithiotantit – Li(TaNbSn)3O8
26. A Litozit – K6Al4Si8O25.2H2O
27. A Litidionit – KNaCuSi4O10
28. A Liveingit – Pb9As13S28
29. A Livingstonit – HgSb4S8
30. A Lizardit – Mg3Si2O5(OH)4
31. A Lokkait-(Y) – (YCa)2(CO3)3.2H2O
32. G Löllingit – FeAs2
33. A Lomonosovit – Na2Ti2(Si2O7)O2.Na3PO4
34. A Lomonosovit-beta – Na2Ti2(Si2O7)O2.NaH2PO4
35. A Lonecreekit – (NH4)Fe3+(SO4)2.12H2O
36. A Lonsdaleit – C
37. A Loparit-(Ce) – (CeNaCa)TiO3
38. G Lopezit – K2Cr2O7
39. A Lorandit – TlAsS2
40. G Loseyit – (MnZn)7(CO3)2(OH)10
41. A Lotharmeyerit – CaZnMn3+(AsO3OH)2(OH)3
42. A Loudounit – NaCa5Zr4Si16O40(OH)11.8H2O
43. A Loughlinit – Na2Mg3Si6O16.8H2O
44. A Lourenswalsit – (KBa)2(TiFe)4(SiAlFe)6O14(OH)2
45. A Lovdarit – (NaKCa)2(BeAl)Si3O8.2H2O
46. A Loveringit – (CaCe)(TiFe3+CrMg)21O38
47. A Lovozerit – Na3ZrSi6O13(OH)5
48. A Löweit – Na12Mg7(SO4)13.15H2O
49. A Luanheit – Ag3Hg
50. A Lucasit-(Ce) – CeTi2(O,OH)6
51. A Luddenit – Pb2Cu2Si5O14.14H2O
52. A Ludjibait – Cu5(PO4)2(OH)4
53. G Ludlamit – (Fe2+MgMn)3(PO4)2.4H2O
54. A Ludlockit – (FePb)As5+2O6
55. A Ludwigit – Mg2Fe3+(BO3)O2
56. A Lueshit – NaNbO3
57. A Luetheit – Cu2Al2(AsO4)2(OH)4.H2O
58. A Lüneburgit – Mg3B2(PO4)2(OH)6.5H2O
59. A Lun’okit – (MnCa)(MgFe2+Mn)Al(PO4)2(OH).4H2O
60. A Lusakit – (CoFe2+Mg)2Al9(SiAl)4O22(OH)2
61. G Lusungit – (SrPb)Fe3+3(PO4)2(OH)5.H2O
62. A Luzonit – Cu3AsS4
63. A Lyonsit – Cu2+3Fe3+4(VO4)6

## Ma
1. A Macaulayit- Fe3+24Si4O43(OH)2
2. A Macdonaldit – BaCa4(Si15O35).11H2O
3. A Macedonit – PbTiO3
4. A Macfallit – Ca2(Mg3+Al)3(SiO4)(Si2O7)(OH)3
5. G Mackayit – Fe3+Te2O5(OH)
6. A Mackinawit – (FeNi)9S8
7. A Macphersonit – Pb4(SO4)(CO3)2(OH)2
8. A Macquartit – Pb3Cu(CrO4)(SiO3)(OH)4.2H2O
9. A Madocit – Pb17(SbAs)16S41
10. A Magadiit – Na2Si14O29.11H2O
11. A Magbasit – KBa(AlCs)(MgFe)6Si6O20F2
12. A Maghagendorfit – NaMn(MgFe2+Fe3+)3(PO4)3
13. A Maghemit – γ-Fe2O3
14. G Magnetit – Ffe2+Fe3+2O4
15. A Magnetoplumbit – Pb(Fe3+Mn)12O19
16. A Magnezio-antofylit – Mg7Si8O22
17. A Magnezio-arfvedsonit – NaNa2Mg4Fe3+Si8O22(OH)2
18. A Magnezioaubertit – (MgCu)Al(SO4)2Cl.14H2O
19. A Magnezioaxinit – Ca2MgAl2BSi4O15(OH)
20. A Magneziocopiapit – MgFe3+4(SO4)6(OH)2.20H2O
21. A Magneziocummingtonit – Mg7Si8O22
22. G Magnezioferit – MgFe3+2O4
23. A Magneziogedrit – Mg5Al2(Si6Al2)O22(OH)2
24. A Magneziohastingsit – NaCa2Mg4Fe3+(Si6Al2)O22(OH)2
25. A Magnezioholmquistit – Li2Mg3Al2Si8O22(OH)2
26. A Magneziohornblend – Ca2[(Mg,Fe2+)4Al](Si7Al)O22(OH)2
27. A Magneziohulsit – (MgFe)2(Fe3+SnMg)(BO3)O2
28. A Magneziochloritoid – Mg2Al4Si2O10
29. A Magneziochromit – MgCr2O4
30. A Magneziokarfolit – MgAl2Si2O6(OH)4
31. A Magneziokatoforit – Na2CaMg4(AlFe3+)(Si7Al)O22(OH)2
32. A Magnezioklinoholmquistit – Li2Mg3Al2Si8O22(OH)2
33. A Magnezioriebeckit – Na2Mg3Fe3+2Si8O22(OH)2
34. A Magneziosadanagait – (KNa)Ca2(MgFe2+Al)5(SiAl)8O22(OH)2
35. A Magneziotaramit – Na2Ca(MgFe2+)3Al2(Si6Al2)O22(OH)2
36. A Magnezit – MgCO3
37. A Magneziumastrofylit(NaK)4Mg2(Fe2+Fe3+Mn)5Ti2Si8O24.(O,OH,F)7
38. A Magneziumchlorofenicit – (MgMn)3Zn2(AsO4)(OH,O)6
39. A Magneziumzippeit – Mg2(UO2)6(SO4)3(OH)10.16H2O
40. A Magniotriplit -(MgFe2+Mn)2(PO4)F
41. A Magnoniobit – (MgFe2+Mn)(NbTa)2O6
42. A Magnussonit – Mn5(AsO3)3(OH,Cl)
43. A Machatschkiit – Ca6(As5+O4)(As5+O3OH)3(PO4,SO4).15H2O
44. A Majakit – PdNiAs
45. A Majorit – (MgNa)3(FeSiAl)2(SiO4)3
46. A Makatit – Na2Si4O9.5H2O
47. A Mäkinenit – γ-NiSe
48. A Malachit – Cu2(CO3)(OH)2
49. A Malanit – Cu(PtIr)2S4
50. A Malayait – CaSn(SiO4)O
51. A Maldonit – Au2Bi
52. G Malladrit – Na2(SiF6)
53. A Mallardit – MnSO4.7H2O
54. A Mammothit – AlCu4Pb6Sb(SO4)2Cl4O2(OH)16
55. A Manandonit – LiAl4(Si2AlB)O10(OH)8
56. A Manasseit – Mg6Al2(CO3)(OH)16.4H2O
57. A Mandarinoit – Fe3+2Se3O9.6H2O
58. A Manganarsit – Mn3As2O4(OH)4
59. A Manganaxinit – Ca2Mn2+Al2BSi4O15(OH)
60. A Manganbabingtonit – Ca2(MnFe)Fe3+Si5O14(OH)
61. G Manganbeljankinit – (MnCa)(TiNb)5O12.9H2O
62. A Manganberzeliit – Ca2NaMn2(AsO4)3
63. G Manganhörnesit – (MnMg)3(AsO4)2.8H2O
64. A Manganhumit – Mn7(SiO4)3(OH)2
65. A Manganit – MnO(OH)
66. A Manganneptunit – KNa2Li(MnFe)2Ti2(Si4O11)O2
67. A Manganochromit – (MnFeZn)(CrV)2O4
68. G Manganolangbeinit – K2Mn2(SO4)3
69. A Manganoniobit – (MnFe2+)(NbTa)2O6
70. A Manganostibit – (MnFe2+)7Sb5+As5+O12
71. A Manganotantalit – MnTa2O6
72. A Manganotapiolit – (MnFe)(TaNb)2O6
73. A Manganozit – MnO
74. G Manganpyrosmalit – (MnFe)8Si6O15(OH,Cl)10
75. A Manganšadlunit – (MnPdCd)CuFe)8S8
76. A Manjiroit – (NaK)(Mn4+Mn2+)8O16.nH2O
77. A Mannardit – BaTi6V3+2O16
78. A Mansfieldit – AlAsO4.2H2O
79. A Mantiennéit – K(MgFe3+)2Al2Ti(PO4)4)OH)3.15H2O
80. A Mapimit – Zn2Fe3+2(AsO4)3(OH)4.10H2O
81. A Margarit – CaAl2(Al2Si)O10(OH)2
82. A Margaritasit – (Cs,K,H3O)2(UO2)2(VO4)2.H2O
83. A Margarosanit – Pb(CaMn)2(SiO3)3
84. A Marialit – Na4Al3Si9O24Cl
85. A Maricopait – Pb7Ca2(SiAl)48O100.32H2O
86. A Maričit – NaFe2+PO4
87. G Markazit – FeS2
88. A Marokit – CaMn3+2O4
89. A Marrit – PbAgAsS3
90. G Marshit – CuI
91. A Marsturit – Na2Ca2Mn6Si10O28(OH)2
92. A Marthozit – Cu(UO2)3(SeO3)3(OH)2.7H2O
93. G Mascagnit – (NH4)2(SO4)
94. A Maslovit – PtBiTe
95. A Massicot – PbO
96. A Mastek – Mg3Si4O10(OH)2
97. A Masutomilit – K(LiAlMn2+)3(SiAl)4O10(F,OH)2
98. A Masuyit – PbO.8UO3.10H2O
99. A Mathewrogersit – Pb7(FeCu)GeAl3Si12O36(OH,H2O)
100. A Mathiasit – (KCaSr)(TiCrFeMg)21O38
101. A Matildit – AgBiS2
102. G Matlockit – PbFCl
103. A Matrait – γ-ZnS
104. A Mattagamit – CoTe2
105. G Matteucit – NaHSO4.H2O
106. A Mattheddleit – Pb20(SiO4)7(SO4)4Cl4
107. A Matulait – CaAl18(PO4)12(OH)20.28H2O
108. G Maufit – (MgNi)Al4Si3O13.4H2O
109. A Maucherit – Ni11As8
110. A Mawsonit – Cu1+6Fe3+2Sn4+S8
111. A Mayenit – Ca12Al14O33
112. A Mazzit – K2CaMg2(SiAl)36O72.28H2O

## Mb–Mg
1. A Mbobomkulit – (NiCu)Al4(NO3)
2. A Mcallisterit – Mg2B12O14(OH)12.9H2O
3. A Mcauslanit – HFe3Al2(PO4)4F.18H2O
4. A Mcbirneyit – Cu3(VO4)2
5. A Mcconnellit – CuCrO2
6. A Mcgillit – Mn8Si6O15(OH)8Cl2
7. A Mcgovernit – (MnMgZn)22(AsO3)(AsO4)3(SiO4)3(OH)21
8. A Mcguinnessit – (MgCu)2CO3(OH)2
9. A Mckelyeyit-(Y) – NaCaBa3Y(CO3)6.3H2O
10. A Mckinstryit – (AgCu)2S
11. A Mcnearit – NaCa5H4(AsO4)5.4H2O
12. A Medait – Mn6[V5+Si5O18](OH)
13. G Měď – Cu
14. A Meixnerit – Mg6Al2(OH)18.4H2O
15. A Mejonit – Ca4Al6Si6O24(CO3)
16. A Melanocerit-(Ce) – Na4Ca16(Y,TR)3(ZrCe)6(BO3)3(SiO4)12F12
17. A Melanoflogit – SiO2
18. A Melanostibit – Mn(SB5+Fe3+)O3
19. A Melanotekit – Pb2Fe3+2Si2O9
20. A Melanothallit – Cu2OCl2
21. A Melanovanadit – CaV4O10.5H2O
22. G Melanterit – FeSO4.7H2O
23. A Melifán – CaNaBe(Si2O6)F
24. A Melilit – (CaNaK)2(MgFe2+Al)[(AlSi)SiO7]
25. A Melit – Al2[C6(COO)6].18H2O
26. A Melkovit – CaFfe3+H6(MoO4)4(PO4).6H2O
27. A Melonit – NiTe2
28. A Melonjosefit – CaFe2+Fe3+(PO4)2(OH)
29. A Mendipit – Pb3Cl2O2
30. A Mendozavilit – Na(CaMg)2[Fe6(PO4)2(PMo11O39)(OH,Cl)10].33H2O
31. G Mendozit – NaAl(SO4)2.11H2O
32. G Meneghinit – Pb13CuSb7S24
33. A Mengxianminit – (FeMn)2(CaNa)3Mg2(SnZn)5Al8O29
34. A Mercallit – KHSO4
35. A Merenskyit – (PdPtú(TeBi)2
36. A Merlinoit – (KCaNaBa)7(Al9Si23O64).23H2O
37. A Merrihueit – (KNa)2(Fe2+Mg)5Si12O30
38. A Mertieit-I – Pd11(SbAs)4
39. A Mertieit-II – (PdCu)5+x(SbAs)2-x
40. A Merwinit – Ca3Mg(SiO4)2
41. A Messelit – Ca2(Fe2+Mn)(PO4)2.2H2O
42. A Metaaluminit – Al2(SO4)(OH)4.5H2O
43. A Metaalunogen – Al4(SO4)6.27H2O
44. A Metaankoleit – K2(UO2)2(PO4)2.6H2O
45. A Metaautunit – Ca(UO2)2(PO4)2.8H2O
46. A Metaborit – HBO2
47. G Metacinabarit – HgS
48. A Metadelrioit – CaSrV2O6(OH)2
49. G Metahaiweeit – Ca(UO2)2Si6O15
50. G Metahalloysit – Al2Si2O5(OH)4
51. A Metaheinrichit – Ba(UO2)2(AsO4)2.8H2O
52. A Metahewettit – CaV6O16.3H2O
53. G Metahohmannit – Fe3+2(UO2)2(OH)2.3H2O
54. A Metakahlerit – Fe2+(UO2)2(AsO4)2.8H2O
55. A Metakalcuranoit – (CaNaBa)U2O7.2H2O
56. A Metakirchheimerit – Co(UO2)2(AsO4)2.8H2O
57. A Metaköttigit – (ZnFe3+Fe2+)3(AsO4)2.8(H2O,OH)
58. A Metalodévit – Zn(UO2)2(AsO4)2.10H2O
59. A Metanováčekit – Mg(UO2)2(AsO4)2.4-8H2O
60. G Metarossit – CaV2O6.2H2O
61. A Metaschoderit – Al2(PO4)(VO4).6H2O
62. A Metaschoepit – UO3.nH2O (n<2)
63. A Metasideronatrit – Na2Fe3+(SO4)2(OH).H2O
64. A Metastibnit – Sb2S3
65. A Metastudtit – UO4.2H2O
66. A Metaswitzerit – Mn3(PO4)2.4H2O
67. A Metatorbernit – Cu(UO2)2(PO4)2.8H2O
68. A Metaťujamunit – Ca(UO2)2(VO4)2.3-5H2O
69. A Metauranocircit – Ba(UO2)2(PO4)2.8(I)/6(II)H2O
70. A Metauranopilit – (UO2)6(SO4)(OH)10.5H2O
71. A Metauranospinit – Ca(UO2)2(AsO4)2.nH2O
72. A Metavandendriesscheit – PbU6+7O22
73. A Metavanmeerscheit – U6+(UO2)3(PO4)2(OH)6.2H2O
74. A Metavanuralit – Al(UO2)2(VO4)2(OH).8H2O
75. G Metavariscit – AlPO4.2H2O
76. A Metavauxit – Fe2+Al2(PO4)2(OH)2.8H2O
77. A Metavivianit – Fe2+3-xFe3+x(PO4)2(OH)x.(8-x)H2O
78. A Metavoltin – K2Na6Fe2+Fe3+6(SO4)12O2.18H2O
79. A Metazellerit – Ca(UO2)2(CO3)2.3H2O
80. A Metazeunerit – Cu(UO2)2(AsO4)2.8H2O
81. A Meyerhofferit – Ca2B6O6(OH)10.2H2O
82. A Meymacit – WO3.2H2O
83. A Mezolit – Na2Ca2(Al6Si9O30).8H2O
84. A Mgriit – (CuFe)3AsSe3

## Mi–Mu
1. A Miargyrit – AbSbS2
2. G Miersit – (Ag,Cu)I
3. A Miharait – PbCu4FeBiS6
4. A Michenerit(PdPt)BiTe
5. A Mikroklin – KAlSi3O8
6. A Mikrolit – (NaCa)2Ta2O6(O,OH,F)
7. A Mikrosommit – (NaCaK)7-8(SiAl)12O24(Cl,SO4,Co3)2-3
8. A Milarit – KCa2AlBe2(Si12O30).H2O
9. G Millerit – NiS
10. G Millisit – (NaK)CaAl6(PO4)4(OH)9.3H2O
11. A Millosevičit – (AlFe3+)2(SO4)3
12. A Mimetezit – Pb5(AsO4)3Cl
13. A Mimetit – Pb5(AsO4)3Cl
14. A Minamiit – (NaCaK)Al3(SO4)2(OH)6
15. A Minasgeraisit-(Y) – Y2CaBe2Si2O10
16. A Minasragrit – V4+2(SO4)3(OH)2.15H2O
17. A Minehillit – (KNa)2-3(CaMnFe)28[Zn4Al4Si40O112(OH)4](OH)12
18. G Minguzzit – K3Fe3+(C2O4)3.3H2O
19. G Minium – Pb2+2Pb4+O4
20. A Minnesotait – (FeMg)3Si4O10(OH)2
21. A Minrecordit – CaZn(CO3)2
22. A Minyulit – KAl2(PO4)2(OH,F).4H2O
23. A Mirabilit – Na2SO4.10H2O
24. G Misenit – K2SO4.6KHSO4/K8H6(SO4)7
25. A Miserit – KCa5(Si2O7)(Si6O15)(OH)F
26. A Mitridatit – Ca3Fe3+4(PO4)4(OH)6.3H2O
27. G Mitscherlichit – K2CuCl4.2H2O
28. A Mixit – BiCu6(AsO4)3(OH)6.3H2O
29. A Moctezumit – Pb(UO2)(TeO3)2
30. A Modderit – (CoFe)As
31. A Moganit – SiO2 s 2%H2O a 0,5%CO2
32. A Mohit – Cu2SnS3
33. A Mohrit – (NH4)2Fe(SO4)2.6H2O
34. A Moissanit – α-SiC
35. A Moluranit – H4U4+(UO2)3(MoO4)7.18H2O
36. A Molybdenit – MoS2
37. A Molybdit – MoO3
38. A Molybdofornacit – Pb2Cu[(As,P)O4][(Mo,Cr)O4](OH)
39. G Molybdofylit – Pb2Mg2Si2O7(OH)2
40. A Molybdomenit – PbSeO3
41. G Molysit – Ffe3+Cl3
42. A Monazit-(Ce) – (CeLaTh)(PO4)
43. A Monazit-(La) – (LaCeNd)PO4
44. A Monazit-(Nd) – (NdCeLa)PO4
45. A Mončeit – (PtPd)(TeBi)2
46. G Monetit – CaHPO4
47. A Mongolit – Ca4Nb6(Si5O20)(OH)10.nH2O
48. A Monimolit – (PbCa)3Sb2O8
49. A Monohydrokalcit – CaCO3.H2O
50. A Monsmedit – H8K2Tl3+2(SO4)8.11H2O
51. A Montanit – Bi2TeO6.2H2O
52. A Montbrayit – (AuSb)2Te3
53. A Montdorit – K(Fe2+MnMg)2,5Si4O10(F,OH)2
54. A Montebrasit – (LiNa)Al(PO4)(OH,F)
55. G Monteponit – CdO
56. A Monteregianit-(Y) – K2Na4Y2(Si16O38).10H2O
57. A Montgomeryit – Ca4MgAl4(PO4)6(OH)4.12H2O
58. A Monticellit – CaMg(SiO4)
59. A Montmorillonit – (1/2Ca-Na)0,26-0,6(AlMg)2Si4O10(OH)2.nH2O
60. G Montroseit – (V3+Fe3+)(O,OH)
61. A Montroyalit – Sr4Al8(CO3)3
62. A Montroydit – HgO
63. A Mooihoekit – Cu9Fe9S16
64. A Moolooit – CuC2O4.0,44H2O
65. A Mooreit – (MgZnMn)15(SO4)2(OH)26.8H2O
66. A Moorhouseit – (CoNiMn)(SO4).6H2O
67. A Mopungit – NaSb(OH)6
68. A Moraesit – Be2(PO4)(OH).4H2O
69. A Mordenit – (CaNa2K2)(Al2Si10O24).7H2O
70. A Moreauit – Al3(UP2)(PO4)3(OH)2.13H2O
71. A Morelandit – (BaCaPb)5(AsO4)3Cl
72. G Morenosit – NiSO47.7H2O
73. A Morinit – Ca2NaAl2(PO4)2(OH)F4.2H2O
74. A Morozewiczit – (PbFe)3GeS4
75. A Mosandrit – (CaNaY)3(TiZrCe)(Si2O7)2(F,OH)2
76. A Mosesit – Hg2N(So4,MoO4,Cl).H2O
77. A Moschelit – HgI
78. G Moschellandsbergit – γ-Ag2Hg3
79. G Mottramit – Pb(CuZn)(VO4)(OH)
80. A Motukoreait – NaMg19Al12(CO3)6,5(SO4)4(OH)54.28H2O
81. A Mounanait – PbFe3+2(VO4)2(OH)2
82. A Mountainit – (CaNaK)10Si16O40.19H2O
83. A Mountkeithit – (MgNi)11(Fe3+CrAl)3(SO4,CO3)3,5.11H2O
84. A Mourit – U4+Mo6+5O12(OH)10
85. A Moydit-(Y) – (YGdDy)B(OH)4(CO3)
86. A Mpororoit – WAlO3(O,OH)3.2H2O
87. A Mrázekit – Cu3Bi2(PO4)2(OH)2.2H2O
88. A Mroseit – CaTe4+(CO3)O2
89. A Mückeit – CuNiBiS3
90. A Muchinit – Ca2Al2V[(Si2O7)(SiO4)O(OH)]
91. A Muirit – Ba10Ca2MnTiSi10O30(OH,Cl,F)10
92. A Mullit – Al6Si2O13
93. A Mundit – Al(UO2)3(PO4)2(OH)3.5,5H2O
94. A Mundrabillait – (NH4)2Ca(HPO4)2.H2O
95. A Munirit – NaVO3.2H2O
96. A Muratait – (NaY)4(ZnFe2+)3(TiNb)6O18(F,OH)4
97. A Murdochit – Cu6PbO8
98. A Murmanit – Na2MnTi3(Si2O7)O2.8H2O
99. A Murunskit – K2Cu3FeS4
100. A Musgravit – (MgFeZn)2Al6BeO12
101. A Muskovit – KAl2(Si3Al)O10(OH,F)2
102. A Muskoxit – Mg7Fe3+4O13.10H2O
103. A Mušistonit – (CuZnFe)Sn(OH)6
104. A Muthmannit – (AgAu)Te